# HC Milano 24
Der Hockey Club Milano 24 ist ein Inlinehockeyclub aus Mailand, Italien. Er entstand 1995 nach dem Verkauf der SG Milano Saima ursprünglich als Eishockeyclub und spielte von 1995 bis 1997 in der Serie A, der höchsten Liga im italienischen Eishockey. Seit 1997 ist er ein reiner Inlinehockeyclub.

## Geschichte
Der Hockey Club Milano wurde 1985 gegründet und gewann in der Saison 1990/91 den italienischen Meistertitel. 1995 wurde der Klub an Umberto Quintavalle verkauft. Dieser nannte den Verein in Erinnerung an das Gründungsjahr 1924 des originalen HC Milano in HC Milano 24 um. Der Klub führte den Spielbetrieb des HC Milano Saima in der Alpenliga und Serie A fort und erreichte 1996 und 1997 jeweils das Play-off-Finale um den italienischen Meistertitel. In der Saison 1996/97 nahm der HC Milano 24 zudem an der European Hockey League teil und schied ohne Punktgewinn in der ersten Runde aus.
1997 wurde das Eishockeyteam aufgrund von Streitigkeiten mit dem italienischen Eishockeyverband FISG aufgelöst.

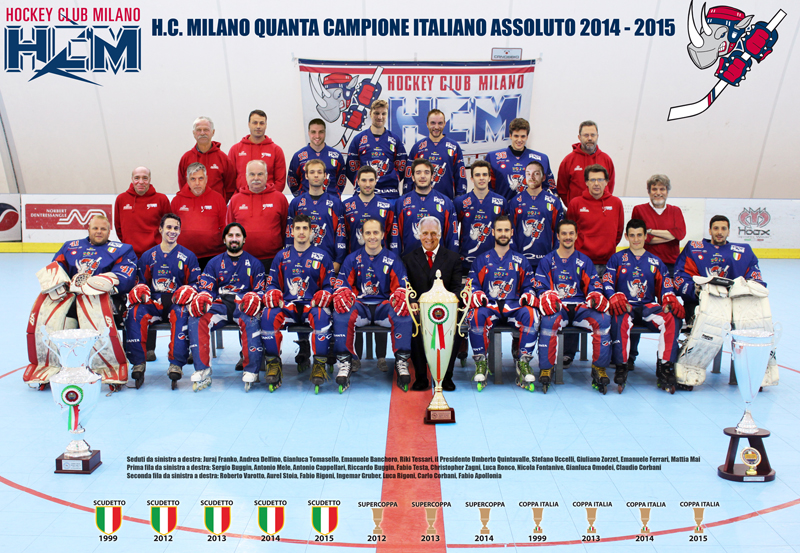
Mannschaft 2014/15

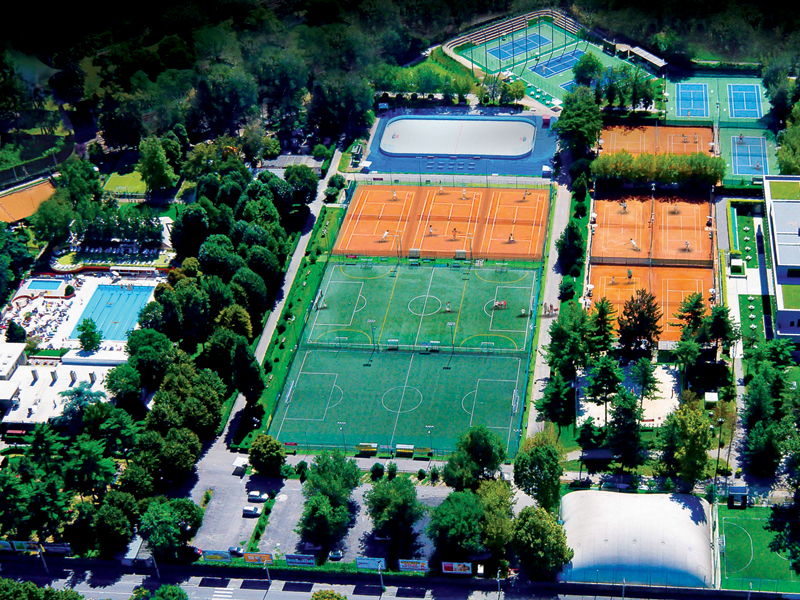
Spielstätte der Inlinehockey-Teams, der Quanta Club

1996 begann der Aufbau eine Inlinehockey-Mannschaft, die 1999 erstmals italienischer Meister und Pokalsieger wurde.
Seit 2006 wird der Verein auch als Milano Quanta bezeichnet und gewann seither eine Vielzahl nationaler und internationaler Titel.

## Erfolge im Inline-Hockey
- Italienischer Meister: 1999, 2012, 2013, 2014, 2015, 2016, 2017
- Coppa Italia: 1999, 2013, 2014, 2015, 2016, 2017
- Supercoppa Italiana: 2012, 2013, 2014, 2016
- Coppa FIHP: 2017
- European League: Platz 3 2016
- President Cup: 2017

## Bekannte ehemalige Spieler
| Eishockey - Massimo Ansoldi - Christopher Bartolone - Michael De Angelis - Tony Fiore - Bryan Fogarty - Wes McCauley - Bob Nardella - Harald Oberrauch - Santino Pellegrino - Marco Pietroniro - Larry Rucchin - Vezio Sacratini - John Tucker - Mike Zanier |  | Inlinehockey - Emanuele Banchero - Bryan Belcastro - Riccardo Buggin - Andrea Comencini - Andrea Delfino - Emanuele Ferrari - Juraj Franko - Zdenek Kucera - Mattia Mai - Claudio Mantese - Fabio Rigoni - Luca Rigoni - Roman Šimunek |